# Zoltán Fodor
Zoltán Fodor (29. července 1985 Budapešť) je bývalý maďarský zápasník — klasik, stříbrný olympijský olympijský medailista z roku 2008.

## Sportovní kariéra
Zápasení se věnoval od útlého dětství po vzoru svého otce Jánose, bývalého maďarského reprezentanta. V klubu Ferencvárosi TC se pod vedením Józsefa Szélese a později Andráse Sikeho specializoval na zápas řecko-římský. Společně s týmovým kolegou Péterem Bácsim se do maďarské mužské reprezentace prosadil v roce 2007 ve váze do 84 kg. Jeho hlavní reprezentační rival, vacovský Sándor Bárdosi měl dlouhodobé neshody s reprezentačními trenéry.
Na zářiovém mistrovství světa v Baku v roce 2007 obsadil poslední osmé kvalifikační místo pro olympijské hry v Pekingu v roce 2008. Do Pekingu přijel ve skvělé formě. V semifinále vyřadil po výborném taktickém výkonu favorizovaného Turka Nazmi Avlucu v poměru 2–0 na sety a postoupil do finále proti Italu Andrea Minguzziovi. Ve finále, které by nikdo nehádal ani v nejdivočejším snu, takticky vyhrál první set na pomocná kritéria. Ve druhém setu vedl před nařízeným parterem půl minuty do konce 1:0 na technické body. Aby zvítězil a získal zlatou olympijskou medaili musel jako útočící v parteru nad Italem bodovat, což se mu nepodařilo, dostal trestný bod a prohrál druhý set na pomocná kritéria. Ve třetím setu se situace obrátila. Půl minuty před koncem za stavu 0:1 pro soupeře se musel ubránit v parteru proti útočícímu Italovi aby získal zlatou olympijskou medaili. Situaci však podruhé nezvádl. Minguzzi ho zvedl a hodil za 3 technické body. Musel se spokojit s nečekanou stříbrnou olympijskou medaili.
Od roku 2009 ho v přípravě trápila bolavá záda. Po operaci vyhřezlé ploténky ukončil v roce 2013 předčasně sportovní kariéru. Věnuje se trenérské práci.

### Výsledky
| Olympijské hry     |    |    |     | —  |     |   |     | 2. |     |     |     |  |  |  |  |  |
| Mistrovství světa  | —  | —  | —   |    | —   | — | 8.  |    | úč. | —   | —   |  |  |  |  |  |
| Mistrovství Evropy | —  | —  | —   | —  | —   | — | úč. | —  | 8.  | úč. | úč. |  |  |  |  |  |
| MS juniorů         | —  |    | úč. |    | úč. |   |     |    |     |     |     |  |  |  |  |  |
| ME juniorů         |    | —  |     | 4. |     |   |     |    |     |     |     |  |  |  |  |  |
| ME dorostenců      | 5. | 1. |     |    |     |   |     |    |     |     |     |  |  |  |  |  |

### Olympijské hry a mistrovství světa
| Olympijské hry a mistrovství světa                | Olympijské hry a mistrovství světa                | Olympijské hry a mistrovství světa                | Olympijské hry a mistrovství světa                | Olympijské hry a mistrovství světa                | Olympijské hry a mistrovství světa                | Olympijské hry a mistrovství světa                | Olympijské hry a mistrovství světa                | Olympijské hry a mistrovství světa                | Olympijské hry a mistrovství světa                | Olympijské hry a mistrovství světa                |
| Kolo                                              | Výsledek                                          | Bilance                                           | Soupeř                                            | Výsledek                                          | KB                                                | ∑KB                                               | Styl                                              | Datum                                             | Turnaj                                            | Místo                                             |
| 2009 Mistrovství světa do 84 kg v klasickém stylu | 2009 Mistrovství světa do 84 kg v klasickém stylu | 2009 Mistrovství světa do 84 kg v klasickém stylu | 2009 Mistrovství světa do 84 kg v klasickém stylu | 2009 Mistrovství světa do 84 kg v klasickém stylu | 2009 Mistrovství světa do 84 kg v klasickém stylu | 2009 Mistrovství světa do 84 kg v klasickém stylu | 2009 Mistrovství světa do 84 kg v klasickém stylu | 2009 Mistrovství světa do 84 kg v klasickém stylu | 2009 Mistrovství světa do 84 kg v klasickém stylu | 2009 Mistrovství světa do 84 kg v klasickém stylu |
| ------------------------------------------------- | ------------------------------------------------- | ------------------------------------------------- | ------------------------------------------------- | ------------------------------------------------- | ------------------------------------------------- | ------------------------------------------------- | ------------------------------------------------- | ------------------------------------------------- | ------------------------------------------------- | ------------------------------------------------- |
| opravy                                            | prohra                                            | 7–4                                               | Pablo Shorey (CUB)                                | 0-2 (0:3, 0:2)                                    | 0                                                 | 3                                                 | Zápas řecko-římský                                | 26. září 2009                                     | Mistrovství světa                                 | Herning, Dánsko                                   |
| 1/16                                              | prohra                                            | 7–3                                               | Nazmi Avluca (TUR)                                | 0-2 (0:1, 0:2)                                    | 0                                                 | 3                                                 | Zápas řecko-římský                                | 26. září 2009                                     | Mistrovství světa                                 | Herning, Dánsko                                   |
| 1/32                                              | vítězství                                         | 7–2                                               | Vojtěch Kukla (CZE)                               | 2–0 (1:0, 1:0)                                    | 3                                                 | 3                                                 | Zápas řecko-římský                                | 26. září 2009                                     | Mistrovství světa                                 | Herning, Dánsko                                   |
| 2008 Olympijské hry do 84 kg v klasickém stylu    |                                                   |                                                   |                                                   |                                                   |                                                   |                                                   |                                                   |                                                   |                                                   |                                                   |
| finále                                            | prohra                                            | 6–2                                               | Andrea Minguzzi (ITA)                             | 1-2 (1*:1, 1:1*, 0:4)                             | 1                                                 | 10                                                | Zápas řecko-římský                                | 14. srpen 2008                                    | Olympijské hry                                    | Peking, Čína                                      |
| semifinále                                        | vítězství                                         | 6–1                                               | Nazmi Avluca (TUR)                                | 2–0 (2:1, 1*:1)                                   | 3                                                 | 9                                                 | Zápas řecko-římský                                | 14. srpen 2008                                    | Olympijské hry                                    | Peking, Čína                                      |
| čtvrtfinále                                       | vítězství                                         | 5–1                                               | Šalva Gadabadze (AZE)                             | 2–1 (1:1*, 3:0, 1*:1)                             | 3                                                 | 6                                                 | Zápas řecko-římský                                | 14. srpen 2008                                    | Olympijské hry                                    | Peking, Čína                                      |
| 1/16                                              | vítězství                                         | 4–1                                               | Ma San-i (CHN)                                    | 2–0 (2:0, 2:1)                                    | 3                                                 | 3                                                 | Zápas řecko-římský                                | 14. srpen 2008                                    | Olympijské hry                                    | Peking, Čína                                      |
| 2007 Mistrovství světa do 84 kg v klasickém stylu |                                                   |                                                   |                                                   |                                                   |                                                   |                                                   |                                                   |                                                   |                                                   |                                                   |
| čtvrtfinále                                       | prohra                                            | 3–1                                               | Ara Abra'amjan (SWE)                              | 0:2 (1:5, 0:3)                                    | 0                                                 | 9                                                 | Zápas řecko-římský                                | 18. září 2007                                     | Mistrovství světa                                 | Baku, Ázerbájdžán                                 |
| 1/16                                              | vítězství                                         | 3–0                                               | Denys Forov (ARM)                                 | 2–1 (2:1, 0:3, 3:0)                               | 3                                                 | 9                                                 | Zápas řecko-římský                                | 18. září 2007                                     | Mistrovství světa                                 | Baku, Ázerbájdžán                                 |
| 1/32                                              | vítězství                                         | 2–0                                               | Attila Bátky (SVK)                                | 2–1 (1:1*, 6:0, 3:1)                              | 3                                                 | 6                                                 | Zápas řecko-římský                                | 18. září 2007                                     | Mistrovství světa                                 | Baku, Ázerbájdžán                                 |
| 1/64                                              | vítězství                                         | 1–0                                               | Laimutis Adomaitis (LTU)                          | 2–0 (4:0, 4:0)                                    | 3                                                 | 3                                                 | Zápas řecko-římský                                | 18. září 2007                                     | Mistrovství světa                                 | Baku, Ázerbájdžán                                 |